# Alex Higgins
Alexander Gordon Higgins (* 18. März 1949 in Belfast; † ca. 24. Juli 2010 ebenda) war ein nordirischer Snookerspieler.

## Karriere
Bereits in jungen Jahren begann Higgins Snooker zu spielen und gewann 1968 die irischen und nordirischen Amateur-Snooker-Meisterschaften. Mit 22 Jahren wurde er Profi und nur ein Jahr später, 1972, gewann er die Snookerweltmeisterschaft. Damals war er der bis dato jüngste Gewinner der WM; 1990 wurde dieser Rekord von Stephen Hendry unterboten.
Die Snookerweltrangliste war damals noch nicht eingeführt; als dies 1976/77 geschah, wurde er anfangs auf Rang zwei gesetzt (als amtierender Vizeweltmeister). 1978 und 1981 gewann er das prestigeträchtige Masters, das allerdings traditionell kein Weltranglistenturnier ist. In dieser Zeit rutschte er daher in der Weltrangliste etwas ab, bis er 1982 noch einmal die Weltmeisterschaft gewann (18:15 im Finale gegen Ray Reardon) und so erneut Rang zwei erklomm.
1983 gewann er in einem packenden Finale die UK Championship. Er lag 0:7 gegen Steve Davis zurück, konnte dann aber doch mit 16:15 gewinnen. 1989 gewann er mit den Irish Masters noch einmal ein großes Turnier. Beide Turniere hatten damals allerdings noch keinen Weltranglistenstatus inne, womit sein WM-Titel von 1982 sein einziger Sieg bei einem Weltranglistenturnier blieb. Dazu konnte er im Laufe seiner Karriere 24 Einladungsturniere gewinnen.
Seine auffälligen Spielmethoden brachten ihm seinen Spitznamen „Hurricane Higgins“ ein und steigerten seine Popularität. Während seiner Spiele trank und rauchte er sehr viel. Wie viele seiner Kollegen warb auch er für Zigarettenmarken. Später litt er an Kehlkopfkrebs.
Higgins spielte auffälligerweise zu seiner aktiven Zeit immer mit offenem Kragen, während die anderen Spieler die zur damaligen Zeit favorisierte obligatorische Krawatte trugen. Er hatte sich eine medizinische Ausnahmegenehmigung hierfür eintragen lassen.
Seine unorthodoxe Spielweise zeigt sich am besten in seinem 69er-Break gegen Jimmy White im vorletzten Frame des Halbfinales der Weltmeisterschaft 1982. Experten, Spieler und Fans beschreiben es oft als eines der großartigsten Breaks, das je unter so großem Druck gespielt wurde. Beim Stand von 14:15 Frames lag Higgins im laufenden Frame mit 59 Punkten zurück, sodass White drei weitere Bälle gereicht hätten, um, abgesehen von eventuellen Foulpunkten, das 16:14 und somit den Finaleinzug zu sichern.
Ihm gelang auch ein Maximum Break von 147 Punkten, das allerdings gespielt wurde, bevor die heute anerkannte Liste eingeführt wurde.
Higgins wurde am 24. Juli 2010 tot aufgefunden; er starb, vermutlich bereits mehrere Tage zuvor, an den Folgen seiner Krebserkrankung.

## Ehrungen
- 2011 wurde er in die Snooker Hall of Fame aufgenommen.
- Der bei den Northern Ireland Open, einem Turnier der Home Nations Series, vergebene Pokal wird nach ihm Higgins-Trophy genannt[3]